# بخش واشینگتن (شهرستان لوگان، اوهایو)
بخش واشینگتن (به انگلیسی: Washington Township) یک منطقهٔ مسکونی در ایالات متحده آمریکا است که در شهرستان لوگان، اوهایو واقع شده‌است.
 بخش واشینگتن  ۳٬۶۰۵ نفر جمعیت دارد و ۳۰۲٫۰۶ متر بالاتر از سطح دریا واقع شده‌است.